# حاجر مشطا
قرية حاجر مشطا هي إحدى القرى التابعة لمركز طهطا بمحافظة سوهاج في جمهورية مصر العربية. حسب إحصاءات سنة 2006، بلغ إجمالي السكان في حاجر مشطا 9637 نسمة، منهم 5087 رجل و4550 امرأة.